# Preišiogalėlė
Preišiogalėlė ist ein Ort mit 77 Einwohnern (Stand: 2011) in Litauen, im Amtsbezirk Kulva der Rajongemeinde Jonava, im Bezirk Kaunas. Preišiogalėlė ist das Zentrum des gleichnamigen Unteramtsbezirks mit 295 Einwohnern (Leiterin ist Dalia Aleksandravičienė). Der Name des Dorfs ist abgeleitet vom litauischen Dorfsnamen Preišiogala in der Rajongemeinde Kaunas. 2001 lebten 95 Einwohner. Das zuständige Postamt ist LT-55341.